# 三山湖
三山湖是一个位于中国湖北省鄂州、大冶县的湖泊，面积约为77平方千米。